# Derek Owusu
Derek Owusu (geboren 1988) ist ein britischer Autor und Podcaster. Er ist Herausgeber des Buches Safe: On Black British Men Reclaiming Space (2019), in dem er auch selbst einen Beitrag verfasst hat. Sein Debütroman, That Reminds Me, wurde im November 2019 veröffentlicht. That Reminds Me hat 2020 den Desmond Elliott Prize gewonnen.

## Leben und Werk
Owusu ist ghanaischer Abstammung und wuchs in einer weißen Pflegefamilie in einem Dorf in Suffolk auf bis er acht Jahre alt war. 1997 zog er zurück zu seiner leiblichen Familie in London.
Er ist ehemaliger Co-Moderator des Literaturpodcasts Mostly Lit.
Owusu ist außerdem Herausgeber des Buches Safe: On Black British Men Reclaiming Space (2019), einer Anthologie mit Beiträgen von 20 Afro-britischen Autoren. Die Idee zu diesem Buch hatte er von den Autorinnen Yomi Adegoke und Elizabeth Uviebinené, Herausgeberinnen der Buchserie Slay In Your Lane, in der es um die Rassismuserfahrungen erfolgreicher Afro-britischer Frauen geht. Diese schlugen ihm vor, eine ähnliche Anthologie aus männlicher Perspektive zusammenzustellen. Safe: On Black British Men Reclaiming Space beinhaltet u. a. Beiträge von JJ Bola, Suli Breaks, Alex Wheatle, Courttia Newland und anderen Afro-britischen Autoren die, wie Alex Mistlin in Vice zusammenfasst, "the conflicts and complexities of being a black man in Britain today" (deutsch: "die Konflikte und komplexen Lebensrealitäten schwarzer Männer im heutigen Großbritannien") ansprechen. Laut Mistlin geht es in Safe um "the multi-faceted nature of the black experience, how blackness intertwines with society, masculinity and sexuality to form a coherent identity that is at once universal and unique." (deutsch: "die vielen Facetten der Lebenserfahrungen schwarzer Menschen, wie sich das Schwarzsein mit der Gesellschaft, mit Maskulinität und Sexualität zu einer kohärenten Identität verwebt, die gleichzeitig universell und doch einzigartig ist"). Owusus Beiträg in diesem Band erzählt von seinen Erfahrungen als schwarzes Kind in einer weißen Pflegefamilie.
Owusu fing an, seinen Debütroman That Reminds Me zu schreiben, als er wegen psychischer Probleme in einer psychotherapeutischen Klinik behandelt wurde. That Reminds Me, eine coming-of-age Geschichte über einen jungen Ghanaer namens "K", wurde 2019 veröffentlicht. Es war der erste Roman, der bei #Merky Books, ein Imprint des britischen Penguin Random House Verlags und des britischen Rappers Stormzy, herausgegeben wurde. Er gewann den Desmond Elliott Prize als bester Debütroman im Jahr 2020. In einer Rezension im britischen The Guardian schrieb Michael Donkor: "Many may find its subject matter unremittingly bleak. [...] But there is a palpable charge and welcome freshness to the voice here that is undeniable." (deutsch: "Viele werden die Thematik dieses Buches durch und durch düster finden. [...] Aber die fühlbare Energie und willkommene Unverbrauchtheit der Erzählerstimme ist nicht zu leugnen."). Kate Kellaway, Literaturkritikerin für den britischen The Observer, schrieb, dass That Reminds Me aufgrund der poetischen Qualität der Sprache und weil der Roman ursprünglich einmal als Gedichtsammlung geplant war, einer einfachen Kategorisierung trotzt. Sie beschreibt das Werk als "brave and moving" (deutsch: "mutig und bewegend") und als semi-autobiografisch, da sowohl der Protagonist K als auch Owusu selbst mit einer bipolaren Persönlichkeitsstörung diagnostiziert wurden. Der schottische The Herald beschrieb das Buch als ein "virtuosic debut by a raw new talent" (deutsch: ein virtuoses Debüt von einem ungeformten, neuen Talent").

## Veröffentlichungen

### Autor
- That Reminds Me. London: Merky, 2019, ISBN 978-1-5291-1859-9.[15]

### Herausgeber
- Safe: On Black British Men Reclaiming Space. London: Trapeze, 2019, ISBN 978-1-4091-8263-4.[19]